# Садл Рок (Њујорк)
Садл Рок (енгл. Saddle Rock) град је у америчкој савезној држави Њујорк.

## Демографија
По попису из 2010. године број становника је 830, што је 39 (4,9%) становника више него 2000. године.
| Група             | 2000.       | 2010.       |
| Белци             | 702 (88,7%) | 734 (88,4%) |
| Афроамериканци    | 6 (0,8%)    | 3 (0,4%)    |
| Азијати           | 49 (6,2%)   | 54 (6,5%)   |
| Хиспаноамериканци | 14 (1,8%)   | 14 (1,7%)   |
| Укупно            | 791         | 830         |